# 机动战士高达：跨时之战
《机动战士高达：跨时之战》（Mobile Suit Gundam GQuuuuuuX Beginning）是一部2025年上映的日本科幻動畫電影，也是机动战士高达系列作品之一。本片作为2025年4月8日开始播映的电视动画《機動戰士Gundam GQuuuuuuX》的影院先行版，由高达系列的创始者日昇工作室与曾制作福音战士新剧场版系列的凯乐工作室首次联合制作。主创团队汇集了多位凯乐工作室GAINAX时期的成员，如导演由《FLCL》的鹤卷和哉担任，剧本由《少女革命》的榎户洋司与《新世纪福音战士》系列的庵野秀明共同执笔；《新世纪福音战士》系列机甲设计师山下育人负责本片机动战士等机械的设计。主题曲由歌手米津玄師担纲，人物设计则由参与过《戲言系列》的插画家竹负责。
本片前半段讲述在虚构纪元宇宙世紀的0079年，吉翁公国的夏亚·阿兹纳布尔抢夺到联邦军所开发的机动战士高达，从而展开与原宇宙世纪时间线的分歧设定。后半段则转到五年后的世界，聚焦女高中生天手让叶化名“玛秋”偶然结识了难民尼娅安以及驾驶红色高达的修司伊藤等人，并由此被卷入非法机动战士决斗竞技“军团战”。
《机动战士高达：跨时之战》于2025年1月17日在日本上映，上映后连续两周夺得日本周末票房冠军。公映一个月后票房超过1982年上映的电影《机动战士高达 III 相逢在宇宙篇》成为高达系列史上票房第二高的电影。本片以与原作宇宙世纪时间线分歧的核心设定展开，聚焦夏亚·阿兹纳布尔在平行世界中的故事，其声画表现对经典元素的高度还原受到肯定。影片前36分钟与后半段在画风和叙事上形成鲜明对比，被部分观众视为粉丝向作品，亦有观点认为其承担了即将开播电视动画的“超长预告片”功能。视觉风格融合元祖高达的经典美学与现代制作技术，机械作画的动态表现引发两极评价，既有“行云流水”的赞誉，也有CG与2D风格差异的争议。叙事上，影片被描述为“高达版平行宇宙同人创作”，既通过创新重构吸引老粉丝，又以战后世代视角探索高压环境下的角色成长。部分评论指出剧情对原作的依赖可能限制新观众体验，但对世界观铺陈与主题深度表示期待。角色塑造方面，主角团在吉翁公国背景下的生存图景引发讨论，同时存在对女性角色性化描写的批评。影片上映后评分呈现波动，观众对其服务于爱好者的创作取向以及实验性叙事风格褒贬不一。

## 制作

### 制作概况与背景
《机动战士高达》系列自1979年首播以来，始终占据日本动画界最具影响力与商业价值的IP地位，而《新世纪福音战士》系列则被公认为日本科幻动画的里程碑式作品。本片的策划自2018年启动，主创阵容集结GAINAX黄金时期的核心创作力量，涵盖《新世纪福音战士》、《FLCL》以及《飞跃巅峰2》等经典作品的制作班底。
此前凯乐工作室已在《機動戰士高達UC》第7集中与日昇合作动画的中间画等进行过技术支持。万代南梦宫影业的制片人小形尚弘透露，2018年在构思高达系列新作时，因希望与导演鹤卷和哉合作打造全新高达而向凯乐工作室的杉谷勇树提出企划，由此开启共同制作。杉谷勇树表示小形尚弘建议本作的切入更新颖一点，并要求自由发挥。

### 制作历程
作为合作核心，导演鹤卷和哉被日昇赋予创作自由度以探索全新方向。日昇将本作视为“迈向高达45周年与50周年的代表作品”。杉谷勇树表示在吸纳小形尚弘意见基础上，最终实现了鹤卷和哉导演追求的全新影像风格。本作虽延续了由多部高达作品所构建的“宇宙世纪”世界观，但设定成与《机动战士高达》中“一年战争”最终走向完全不同的平行世界，定位为初代高达的“虚拟战记”。导演鹤卷和哉原计划仅以开场标题形式呈现一年战争部分的段落，之后在开发过程中逐步调整为独立的单集剧情，并直接采用庵野秀明所构思的“夏亚·阿兹纳布尔驾驶红色高达参战”剧情框架。这一段剧情采用了忠于安彦良和原始的角色设计，与后半段主线篇章的角色造型形成差异化呈现。鹤卷和哉表示本片直到临近上映还在制作中，所以没能进行充分的前期宣传。

### 角色塑造
由于本片前半部分改编自《机动战士高达》，有不少以往作品中出现的角色登场。其中，宇宙世纪的传奇人物夏亚·阿兹纳布尔在本片中由曾在电影《机动战士高达 闪光的哈萨维》中声演南瓜頭劫機犯的新祐树配音。時年31歲的新祐樹以《東京復仇者》中的花垣武道而聞名，他坦言，接替池田秀一數十年來塑造的經典形象極具挑戰，需在「原版印象」與「自我詮釋」間取得平衡。他特別分享錄製經典台詞「鋼彈，出擊」時，受導演鶴卷和哉指導調整語氣力度，避免過度誇張，並現場重現劇中台詞展現演技。新祐樹理解老粉絲可能對換角有質疑，但仍希望透過《跨时之战》中對角色細膩的拿捏，爭取觀眾接納新版本的夏亞。他表示本片中的夏亚有着自律的一面，在这基础上不论面对上级还是下属，他几乎都是一视同仁的。其他一些经典角色在本片中都以新形象回归，但奇怪的是夏亚本人除外。他的形象几乎是与《机动战士GUNDAM THE ORIGIN》一样，也直接沿用自原版动画中的标志性造型。在原作中曾短暂登场的夏里亚·布尔在爱好者中间被称为“绿大叔”，有着极高的人气。他在本片中成为重要角色。榎户洋司说：“我听朋友说，‘绿大叔’在网上很火，我当时都不知道是谁，还纳闷是不是有我不认识的角色？原来大家都用这个昵称称呼他”。他对这一角色引发的热烈反响感到十分惊讶。鹤卷和哉也表示：“樋口真嗣导演也说过，要是能在作品里加入夏里亚·布尔这个角色就好了。虽然这个角色只在原作中短暂出现过，但我们都想深入挖掘一下”。
主角高中女生天手让叶由曾配音过《吹响！上低音号》系列等作品的黑泽朋世饰演，尼娅安则由《进击的巨人》中三笠的配音演员石川由依饰演，驾驶高达的修司伊藤则由出演过《後空翻少年！！》、《群青的号角》的土屋神叶担任。土屋神叶表示，试镜时才知道自己要参演的角色和《高达》有关。当收到试镜通过的消息对他来说犹如晴天霹雳一样惊喜。他认为修司乍一看让人难以捉摸，充满神秘，但他所说的话都是他眼中的事实，在他心中理所当然，他在配音演绎中十分珍视这种普通少年的感觉。榎户洋司表示，天手让叶与尼娅安跨越闸机撞在一起的相遇场景是导演鹤卷和哉的创意。榎户洋司表示这样的设计可以避免描绘太空殖民地时的老套设计。饰演废品回收公司成员杰西的德本恭敏表示，在配音过程中，其他成员时常叫错他角色的名字。黑泽朋世表示最初拿到的资料上写着玛秋是“有男子气概且俏皮的女孩”。她表示在塑造这个角色的过程中，鹤卷和哉分享的他自己的兴趣爱好成了重要的线索。而其他的演员都表示黑泽朋世本人在塑造玛秋这个角色时高度投入，与角色浑然一体。

### 情节、画面设计
与原作中由夏亚的三位手下潜入七号殖民卫星群进行侦查，并因其中较为鲁莽的金出面企图毁坏高达，造成阿姆罗在情急之中登上高达的故事发展不同，本片建立在因金的扎古出现故障，改由夏亚亲自驾驶扎古出面执行侦查活动。由此，在本片中，整个高达抢夺作战变成由夏亚亲自参与，启动运输车上的高达、使其站立起来等著名场面也由夏亚完成。而在高达首次对战敌人方面也对原作在画面上进行了还原。片中故事发生的舞台之一伊斯玛太空殖民地的外观是高达系列常见的圆筒形，透过镜面采集阳光供殖民地使用。殖民地内使用的语言是日语，街道以及其他日常生活场景中日本文化元素随处可见。殖民地内的标识和指示牌以汉字和平假名为主，街道、学校制服，还有小神社等风景，让人感觉这里的生活就像是现代日常的延续，与以往充满无国籍未来感的高达系列相比，有着完全不用的新鲜感。在画面上，本片的角色表现以及动作都有着少量的Q版风格和略微的夸张。

### 剧情和术语设定
本片以1979年首播的动画《机动战士高达》每集开头用于世界观介绍的旁白画面开场。之后用了接近一半的时间讲述了天手让叶等人生活的世界大约5年前发生的事情。在这个故事中，一年战争在某个时间点发生了分歧，在原本故事线中负责侦查并夺取RX-78-02高达的人，因他的扎古出现了机械故障，于是改由夏亚·阿兹纳布尔代替他亲自执行任务。其结果就是夏亚成功夺取了高达，炸毁了白色基地的舰桥（导致保罗·卡修斯舰长和多名船员丧生），极大地改变了战争的走向。就这样，驾驶机动战士高达的不再是原版故事中的阿姆罗·雷，而是夏亚·阿兹马布尔，由此开启了一个平行世界。这种剧情设计与菲利普·K·迪克的小说《高堡奇人》相似，在描绘“架空历史”的同时给了解以往故事的爱好者们带来了新奇感。在这个故事的一年战争后期第二次所罗门战役期间，宇宙要塞所罗门内部因红色高达的精神感应系统失控引发了名为“泽克诺瓦”现象的神秘事件。伴随发光现象，高达连同所罗门要塞的部分结构发生湮灭，直至本作故事发生的年代，该现象成因仍未完全解析。
在一年战争中由夏亚与夏里亚研发的代号M.A.V.的攻击战术。该战术基于米诺夫斯基粒子散布环境下可视战斗的数据分析：虽然先发现目标并发动首攻的一方具有优势，但首轮攻击后优势将消失，因此采用双机搭档编组以持续保持战略优势。本作中这一战术作为标准化战术广泛普及，搭档间以“搭档”互称。在豪华版宣传册所收录的鹤卷和哉、庵野秀明、榎户洋司三人对谈中提到这一战术的构想以战斗机空战战术为基础，类似双机编队。
导演鹤卷和哉表示《GQuuuuuuuX》这个片名是在正式发布前，意外且仓促确定下来的。当时他与庵野秀明等人都不希望片名在众多高达系列作品中泯然众人，因此选用了带有多个“u”的“Qux”，带有一点临时的通用词的意味。在这个世界里，机动战士除了作为兵器，还被作为民用工程机械进行使用，民间非法的“军团战”就在这样的背景下应运而生。

### 音乐
电影《跨时之战》的主题曲〈Plazma〉由曾经创作出〈Lemon〉和〈M八七〉等白金歌曲的歌手米津玄师演唱，作词作曲以及编曲也都由他一个人负责。这首以电子音效构筑的跃动舞曲，用眩目高光浸染叙事脉络。歌词诠释着“宿命邂逅的冲击”——当玛秋在不可逆转的时空中与高达相遇，驾驶舱内迸发的璀璨光芒，化作音符间跃动的万千星屑。米津玄师表示十分荣幸能参与到这一项目中，也提到童年玩高达模型的经历，并表达了对导演鹤卷和哉曾导演的《FLCL》的喜爱。〈Plazma〉在影片中出现在玛秋驾驶GQuuuuuuX，即将启动这一高潮部分。
由NOMELON NOLEMON演唱的剧场先行版插入曲〈Midnight Reflection〉（ミッドナイト・リフレクション），作词、作曲及编曲均由Tsumiki（ツミキ）一人完成。搭配Miki Maria（みきまりあ）极具穿透力的声线，精准烘托出主人公天手让叶与引导她登上高达的少女尼娅安相遇的场景，以音符预演即将展开的炽烈物语。
hololive的虚拟偶像团体成员星街彗星演唱的剧场先行版插入曲〈I don't care〉，由Yuki Tsujimura作词，作曲则是Naoki Itai与Yuki Tsujimura共同完成，编曲由Naoki Itai负责。星街彗星特别表示，能参与高达最新作品的音乐制作深感荣幸，并形容这首歌曲是充满速度感的电子风格，呼吁观众前往影院体验。这首歌出现在影片接近结尾的军团战场景中。

## 推广
2024年12月4日，影片的制作方在YouTube直播发布会“高达大会 WINTER 2024”上首次公佈有關本作的消息。此时公开的消息显示本片是为在電視动画正式播放之前，由部分集数内容重新剪辑而成的电影，计划于2025年1月17日在日本全国373家影院上映。同日，制作方公开了主创团队、声优阵容及官方预告片。同时，官方也发布信息称本片的电影通票将于同年12月13日起在影院售票窗口发售。本片声优兼女演员黑泽朋世也在自己的X平台账号上宣布了自己将出演《高达》系列新作的消息并得到了粉丝们的祝福。

### 预告
2024年12月13日。官方也同步公开了新片的视觉主图和预告片，视觉主图中展示了三位主角人物以及由山下育人设计的主角机动战士吉夸克斯。在解禁的视觉主图中，以GQuuuuuuX为背景，展现了天手让叶、尼娅安和修司等人坐在被破坏的机动战士上的场景。同时公开的预告片以天手让叶的旁白开场：“宇宙，不在我们的头顶上，而是在我们脚下”。随后，预告片展示了天手让叶、尼娅安和修司的相遇、被卷入军团战的过程、GQuuuuuuX在宇宙空间中漂浮的画面，以及机动战士之间的战斗场景，这些画面伴随着充满迷幻感的科技电子音乐接连呈现。这次公开的海报中间粗大的明体字隐隐散发着凯乐工作室的风格。此时出现在海报上的吉夸克斯并未被明确称作高达，因此其名字以及所持的斧子都引发了话题。新机动战士的出现引发了爱好者们拿来与同样是由山下育人设计的福音战士进行对比，两者同样都有着纤细的机体躯干以及不寻常的肢体比例，这使得新机动战士较以往的设计开起来更接近人形。也有人注意到海报中各角色的姿势较为庄重，猜测新动画的风格可能较以往相比更趋黑暗。同时，制作方也宣布本片公映首日起就在IMAX影院上映，这也是“高达”系列首次登上IMAX银幕。

### 正式预告
2025年1月10日，制作方公开了本片的正式预告片，画面中展现了带有让人联想起《新世纪福音战士》等作品所呈现的凯乐工作室标志性动作风格的主角机GQuuuuuuX战斗画面。预告画面里还出现了尚未公布详细信息的角色与机械。同时也宣布由米津玄師演唱本片的主题曲。释出的预告片中也首次出现了主题曲〈Plazma〉的部分旋律。预告片中流淌着的旋律充满疾走感，令人印象深刻。同时，影片的IMAX独家视觉海报也一同公开，海报上描绘了尼娅安抬头仰望天手让叶和GQuuuuuuX，部分影院也开始张贴IMAX海报。一周后的1月17日，制作方公布除了米津玄师外，还有NOMELON NOLEMON创作的插曲〈Midnight Reflection〉，以及由虚拟偶像团体hololive的成员星街彗星献唱的插曲〈I don't care〉。
2025年1月18日，就在本片在日本上映的同时，制作方确认本片将在日本以外地区陆续上映。其中北美电影发行商GKIDS宣布获得本片在北美地区的影院发行权，并计划在2月28日开始在北美院线上映。泰国市场由DEX公司负责本片的发行。Sugoi公司在1月20日宣布获得本片在澳大利亚和新西兰地区的发行权，并计划于2月27日在这两个地区公开上映本片。发行方在3月10日又宣布3月15日在英国和爱尔兰地区各大Odeon、Vue以及Light影院上映本片。羚邦国际在1月21日宣布取得本片在香港和台湾地区的代理权，并计划在2025年2月底上映。

### Promotion Reel
2025年1月20日，就在本片上映的首周末晚间，制作方发布了包含未公开片段的本片宣传片段《Promotion Reel》。这段影像以米津玄师的新歌〈Plazma〉开场，展示了几台新型的机动战士以及机动战士非法决斗的场景。其中就出现了主角机体GQuuuuuuX以及装备了新人类专用远程操控兵器浮游炮的神秘红色机动战士“红色高达”。这个新片段中还出现了《機動戰士鋼彈》初代經典角色——夏亞·阿茲納布爾。夏亚的出现在还没看过影片的观众中引起了轩然大波，人们纷纷留言表示意外。
2月22日起，本片在正片放映结束后追加放映“特别影像”。这部分特别影像让观众对电影后续的故事有所了解。同一天，官方也公开了包含剧透新影像的第二个宣传片《Promotion Reel 2》。

### 舞台见面会
2月2日，制作方在东京举行了本片的舞台见面会，导演鹤卷和哉、系列构成榎户洋司登场发表演讲。官方在活动开启前的1月28日就开始了提前抽签售票。在活动中土屋神叶被宣布担任本作的宣传大使。鹤卷和哉在场上向土屋神叶递上写有“高达说，由你来主持活动”的肩带，而这句话源自对片中土屋神叶所饰演的修司特有台词“……高达是这样告诉我的”（……とガンダムが言っている）的模仿。在现场得知本片导演与编剧在20年前就已经设想过当前故事中的部分开展，土屋神叶也表示对制作团队各位主创由衷的赞叹。而鹤卷和哉则表示，曾向负责片中机体设计的山下育人提议希望设计出适合制作高达塑料模型的机体造型。活动现场，土屋神叶还为当天生日的鹤卷和哉导演送上了花束。同时，官方也公开了全新的机体设计、人物设计以及配音演员。其中就包括废品回收公司成员，以及在1979年播出的动画中曾出场的部分吉翁公国角色。
3月8日，制作方在东京举行了影片第二次庆功答谢舞台见面会，会上多位本片配音演员现场参与夏亚经典台词问答。在片中为为夏亚·阿兹纳布尔配音的新祐树在活动现场演绎票选出的最受欢迎夏亚名台词“那么，就让我好好见识一下这架机动战士的性能吧”（では、見せてもらおうか。このモビルスーツの性能とやらを）。
3月23日，制作方在东京都千代田区举办了本片的最终场舞台见面会。作为在电视剧版播出前“最后的”舞台见面会，本片各位配音演员纷纷登台分享自己对这部作品的喜爱。

### 售卖周边以及入场观众赠品
为吸引观众走进影院，官方自公映起就在日本各影院发放入场观众赠品。1月17日起开始发放的首款赠品是两款关键视觉插画制作的A5尺寸卡片，每位观众可以随机领取一张，还有街机游戏《机动战士高达 兵工厂基地》的宣传卡片包。此外，影院还售卖分为豪华版和普通版两种的本片宣传册、A3透明海报以及主人公天手让叶和GQuuuuuuX的亚克力立牌。此外，制作方计划在秋叶原、大阪、博多开设限时商店，专门贩售本片相关的原创插画、原创Q版角色插画等周边商品。而永旺影城则限定推出了印有作品视觉图和logo的与饮料套餐，并附赠2张明信。在TOHO animation STORE还提供印有吉夸克斯视觉图和logo的T恤以及电影通票组合的预售券。为了纪念影片上映首周就获得日本周末票房冠军，官方从1月25日开始发放使用原案资料制作的豪华宣传册《机动战士Gundam GQuuuuuuX -Beginning- DESIGN WORKS》作为第二款入场观众赠品。这本宣传册收录了因篇幅限制未在宣传册刊载的设定资料，封面插画由负责角色设计的竹重新绘制。自上映第三周起，制作方就在日本各地影院开始发放第三款入场观众赠品，这次是随机发放的本片胶片片段，胶片内容是影片中的机体画面。从2月15日起，日本各影院就开始发放第4款入场观众赠品，是随机发放的本片中人物画面胶片片段。第五款入场观众赠品是由本片的动画角色设计兼角色总作画监督池田由美绘制的原创插画卡片。之后公开的第六款入场观众赠品则是由本片角色设计及角色总作画监督小堀史绘绘制的原创插画卡片。影片的机械总作画监督金世俊为第七款入场观众赠品绘制了原创插画卡片，内容是红色高达、白色高达以及GQuuuuuuX。第八款入场观众赠品则是收录了负责脚本的庵野秀明初期构想的剧情和部分脚本，以及设计师、工作人员的设定原案资料。这些资料被集结成A4幅面共24页的手册，名为《〈机动战士Gundam GQuuuuuuX -Beginning-〉ANNO SCENARIO＆DESIGN WORKS 2》。

## 商业连动
除各类周边商品外，本作亦加入万代魂（Bandai Spirits）旗下的GUNPLA塑料模型系列，基于剧中机动战士的模型以1/144比例推出HG系列产品，首款模型于2025年1月上市。之后还有METAL ROBOT 魂＜SIDE MS＞系列产品计划于同年6月和9月上市。此外万代南梦宫集团旗下各公司还计划围绕本作推出各种周边产品，包括一番赏、食玩、毛绒玩具等。随着本片的热映，日本模型商Megahouse也宣布将推出本片中多位角色的Q版模型。而以高达系列为主题的服装概念店STRICT-G也推出了本片的主题T恤。之后更是推出了以片中出现角色为主题的徽章以及挂件等周边产品。本片上映后，主角天手让叶以及GQuuuuuuX也出现在了游戏《机动战士高达 U.C. ENGAGE》的主题活动扭蛋中。万代南梦宫的在“札幌冰雪节”上，展出了机动战士“RX-78-2高達”以及本片中的主角机体GQuuuuuuX的雪雕。

## 公映
《跨时之战》一改以往高达系列电影常由松竹负责日本国内发行的惯例，由东宝与万代合作负责发行。这一合作发生在2024年8月，万代南梦宫控股公司与东宝宣布进行双方相互收购价值25亿日元股份的资本业务融合之后。这也是东宝在成功发行《鬼滅之刃 無限列車篇》、《你想活出怎样的人生》、《名侦探柯南：100万美元的五棱星》及《劇場版 排球少年！！ 垃圾場的決戰》等多部票房突破100亿日元动画作品后，在看到2024年电影《机动战士高达SEED FREEDOM》出色的表现，意识到了高达系列IP的发展潜力。《跨时之战》自2025年1月17日在全日本包括52家IMAX影院在内总计426家电影院上映，这也是高达系列首次在IMAX格式上映的作品，2025年2月22日起更开启了MX4D与4DX版本放映，且自同日起所有版本的正片结束后均追加了特别影像。
日昇动画持有本片的全球发行权，由GKids代理北美地区院线发行并于2025年2月28日引进本片在北美地区公映。Sugoi Co在1月21日宣布获得本片在澳大利耶和新西兰地区的发行权并计划于2月27日起在上述地区电影院上映。1月24日，羚邦国际宣布本片将于2月27日在港澳台地区上映，这使得上述地区成为日本以外最早上映的地区。2月7日至9日，JAM泰国分公司在泰国Jamnime Festival活动中展映本片，并计划在2月27日至3月5日在泰国的IMAX影院独家上映本片，3月6日起开始在普通影院上映。2月12日，影片的北美代理商宣布北美地区部分IMAX影院将提前到2月26日就开始上映本片。2月13日，创艺电影宣布将在菲律宾、新加坡、马来西亚和印度尼西亚等地引进本片，其中马来西亚与新加坡将在2月27日上映，而印度尼西亚将在3月12日上映。2月14日，创艺电影宣布获得本片在印度的授权并在其Instagram账号上宣布，电影将于2月28日在印度影院上映。万代南梦宫欧洲娱乐公司和CGR Events在2月下旬宣布本片将于3月15日和16日在法国、比利时和荷兰放映两天。2月28日，菲律宾连锁影院SM Cinema宣布将由创艺电影引进本片，并于3月5日在菲律宾上映。而在英国和爱尔兰上映期间，部分院线排片信息误将本片与另一部高达系列电影《机动战士高达SEED FREEDOM》弄混了。

## 评价与反响
《跨时之战》凭借视觉风格、角色塑造、剧本叙事以及对元祖高达的创意重构，获得影评界广泛赞誉。
影片上映后，万代南梦宫在官方Youtube频道下开通了专供爱好者讨论用的讨论区，讨论区内允许有剧透的自由聊天，这一设置收到了网友们的好评。而旗下的BANDAI SPIRITS却在呼吁观众注意防止剧透的同时，甚至要求对同日发售的高达模型“HG 1/144 GQuuuuuuX”在网络上相关投稿也同样注意避免剧透相关信息。有评论者就关注到在影片上映后，因其背景设定有意外“设计”，细节丰富、有深度而在网络引发热议，谷歌趋势上热度不低。基于综合电影资讯网站“映画.com”的数据，本片上映第一周时作品页面的访问量就从前一周的第55位跃升至榜首。上映第二周时，本片页面访问量依然位居榜首。有影评专家表示，本片在开篇部分充分展现出了作品的精髓，给观众带来了巨大的冲击，对于有一定相关知识储备的观众来说，可能会引发强烈的震撼；而对于不了解的观众，则会沉浸在充满未知的剧情中。而上映后各方对剧透的控制对高达系列的核心爱好者群体来说会削弱那种“似曾相识却又从未见过”的奇妙感受；但对于年轻一代观众来说，剧透对他们感受影片的趣味性影响不大。
最早观看影片的观众中，老的爱好者对本片赞誉有加，有评论表示“制作方做出了我们老一代高达粉丝一直想看的作品”，也有评论说“从剧情到动作场面都是一流水准”。对于凯乐工作室以独有的影像技术所呈现出来的机动战士战斗场面，不少观众表示“用凯乐的影像技术来展现MS战斗，效果居然这么震撼”。而参与本片编剧活动的庵野秀明也得到了观众们的高度认可，有人评价说他：“精准戳中了老高达粉丝的喜好”。此外也有“除了老粉丝，其他人会喜欢这部作品吗？”的担忧存在。不过，有只看过《机动战士高达 水星的魔女》的新粉丝给出好评，认为“作为入坑动画来说，内容非常让人期待后续发展”。甚至还有人表示：“就算是新观众也看得很开心。看完这个，我打算把初代《高达》也认真看一遍”，以及“这部新时代的《高达》作品带来了意想不到的惊喜”这样的评价。
2025年2月2日官方公开本片中第二波人物设定后，引发了人们对过去曾在电视动画《机动战士高达》第39集中出场的夏里亚·布尔在本片中出现的新造型的热烈讨论，一时也成为了X上的热搜话题之一。随着本片的上映，开始回去从头观看高达系列作品的爱好者逐渐增多，上映一个月后不少爱好者表示已经看完初代高达，进入到《Z高达》的剧情中。上映三周后的2月10日，凯乐工作室在X平台上发布官方评论称：本片开头因高度的还原度与制作团队格外饱满的热情，呈现出令人震撼的画面，但本质上，我们认为这只是在‘高达’系列这片广阔土地上新建的一栋建筑。，并非拆除或扩建主屋，而是想象为在旁并排新建别栋。漫画家椎名高志在看过本片后表示，原本并不抱有期待，但看过后发现被“深深地震撼，颠覆了我的认知”，认为本片展现了宇宙的奥秘，拉近高达与观众距离，他的这番言论也在网络上引发了热议。游戏制作人小岛秀夫在其个人X上表示本片剧情很精彩，并表示本片像是一座连接了昭和时期与令和时期观众的桥梁，而自己事前通过脑补猜中了大约30%的剧情。在给中国大陆观众的寄语中，编剧榎户洋司表示本片设定在未来的宇宙世纪，讲述超越国籍的人类共通的情感。他希望通过本片主角玛秋的成长轨迹来映照出当下年轻人共同的闪光以及苦痛之处。米津玄师表示在创作本片主题曲时就已经看过全片分镜，并感受到了巨大的冲击。面对斐然的票房成绩，导演鹤卷和哉表示：“原本只是打算先行上映，没想到会如此火爆。粉丝们创作的同人作品也很多，真的非常开心。”时任文部科学大臣政务官的赤松健在看过本片后表示，他坚信日本动画还能再辉煌十年。导演鹤卷和哉则表示，部分剧情衔接以及场景是电影版中独有的，在电视版中是看不到的。演员西岛秀俊在看过本片后于自己的个人Instagram账号上晒出了在影院拍摄的单人照片，并分享观后感道：“很有趣！我又开始看初代高达了（面白かった！ファーストガンダムまた観始めました）”。2月19日，因系列以及《∀高达》的角色设计而被熟知的插画师安田朗在X上发文称其在与动画导演富野由悠季会面后得知，后者还没看过本片，由此引发网络热议，其中就有调侃的表示“因为庵野（在过去曾被富野由悠季称之）是敌人”。动画、特摄研究家冰川龙介表示第一次观看本片时心里一直在想“没听说过这个啊！这是怎么回事？故事要走向哪里？”。在片中声演夏里亚·布尔的川田绅司表示：“夏亚·阿兹纳布尔与夏里亚·布尔施展搭档战术的场景太帅了！每次看都让我激动不已。”而在本片中为夏亚·阿兹纳布尔配音的新祐树则表示十分喜欢片中“夏亚摇晃酒杯的场景”。作家兼成人影片导演二村仁认为本片是一部融合《机动战士高达》与《新世纪福音战士》等作品理念的全新高达作品。他认为本片聚焦神经少数群体，借夏亚等角色的新设定和搭档战术等情节，展现新人类的希望。Anime Superhero News的乔恩·琼斯（Jonn Jonzz）认为本片以“平行宇宙”设定重构初代高达故事，前半延续庵野秀明的新古典主义风格却因删除阿姆罗引发粉丝争议，后半转向机器人战斗运动的轻松日常风格，虽通过新人类精神感应装置呼应系列核心概念，但剧集顺序打乱、主题割裂及低幼化角色设计导致其受众定位模糊，难以平衡原作情怀与创新尝试。水野二千翔在《日经Trendy》撰稿指出本片凭借凯乐与日升的梦幻联动、鹤卷和哉等《EVA》团队的加持、对高达经典宇宙世纪设定的创新改编，以及“少女相遇”的年轻化叙事，成功以剧场版30亿票房的高话题性，实现了对资深粉丝与Z世代、α世代观众的双重吸引，展现出高达系列在新时代的强劲生命力与市场号召力。
在日本上映一个月后，本片在豆瓣上的评分到了7.5分。在本片确认将被引进中国内地后，消息在内地社交平台上引发热议，出现了“等了六年终于又能在大银幕看高达了”、“有生之年”、“高达粉狂喜”、“期待定档”等呼声。作为时隔六年后再次引进的高达系列作品，本片被寄期望能够打破2019年引进的《机动战士GUNDAM NT》创下的870万票房纪录。本片在中国内地上映后，被认为十分明确是一部粉丝向定位的电影，影片的前36分钟与后半段从画风到故事都截然不同，就像是拼盘一样。也有不少爱好者认为本片是即将开播的动画剧集的“超长预告片”。截止上映第二天，本片在豆瓣的评分为7.0分，不少观众在看过本片后表示对夏亚在if线中的剧情感受很好，但剧情后半段的体验下降比较明显。也有不少观众认为本片前半段较大的信息量比较倾向是专门为爱好者准备的，对于普通观众并不友好。直至清明节假期结束时，本片的豆瓣评分来到了6.8分。
本片以夏亚·阿兹纳布尔登场揭开与原版宇宙世纪时间线分歧的核心设定，其声画表现与基调对原作的忠实还原备受好评。Gizmodo的詹姆斯·惠特布鲁克（James Whitbrook）特别赞赏对影片对原版动画中的配乐与音效的创造性复用，认为场景重构“以精妙方式重塑叙事语境，在这个夏亚突然成为主角的平行故事里赋予经典元素全新生命力”。Anime News Network的理查德·艾森拜斯（Richard Eisenbeis）将本片比作“高达版的平行宇宙同人创作”，盛赞这种突破性尝试既保持系列本色又带来新鲜体验，称开场章节“粉丝服务与原创剧情的天衣无缝结合，既令老粉热血沸腾，又为新观众敞开大门”。相较之下，Polygon的坎伯尔·坎贝尔（Kambole Campbell）认为片中剧情对原作的高度依赖“可能不适合作为高达入坑作”，但仍肯定其有着“充满情怀的开篇魅力”。Aftermath的以赛亚·科尔伯特（Isaiah Colbert）则将片中这种试验性叙事形容为“看凯乐与日升动画玩转高达积木”。IGN的胡安·巴尔金（Juan Barquin）指出影片作为故事的序章“如同为新人观众准备的开放式历史课”，为全新故事铺陈世界观。本片在北美开画后，影评汇总网站烂番茄上有90%的观众给出了好评。
片中视觉风格融合元祖高达的经典元素与新时代设定，艾森拜斯形容其“实现了两代动画美学的自然嬗变”。坎贝尔十分欣赏这种“对UC纪元的明亮卡通化演绎”，巴尔金则盛赞本片与其角色设计师竹的《宝可梦》风格及GAINAX既往作品的视觉调和“毫无割裂感，生动展现出了战后文明的演进”。科尔伯特特别推崇从0079“颗粒感复古画风”到现代“鲜亮弹性的3D/2D融合”的审美跨越。关于机械作画，坎贝尔认为山下育人机设虽佳，但影片中呈现的CG战斗场面“略显突兀”，还比不上电视动画《水星的魔女》中的2D激斗；而巴尔金则对这些场面称赞为“行云流水般的动态表现”，同时也承认影片中CG的使用存在风格差异。惠特布鲁克则将这些总结为“大胆跳脱的流行科幻美学”。
《跨时之战》中的角色塑造与主题呈现同样收获大量期待，评论界普遍对正篇发展展现浓厚兴趣。坎贝尔、巴尔金与惠特布鲁克均对“吉翁公国治下生活”的叙事背景表示期待，将其描述为“法西斯统治”与“警察国家”的深刻写照。惠特布鲁克类比《Z高达》的战后世代视角，认为本片“聚焦战争结束后的成长一代”，对主角团天手让叶、尼娅安与修司的塑造“真实呈现了年轻人在高压环境中的生存图景”。GamesRadar+的艾什莉·巴德汉（Ashley Bardhan）虽总体肯定本片是“机甲动画剪辑范本”，但对天手让叶“无节制的性化描写”表示不适。她指出尽管欣赏角色“不矫饰的天才少女形象”，但制作组如同《EVA》般“执迷于迎合男性凝视”的做法令人失望，相较庵野秀明1998年实验电影中“服务于角色脆弱性的情色表达”，本作的处理“完全脱离叙事必要性”。

### 票房

#### 日本
《机动战士高达：跨时之战》在日本地区上映前三天共售出35.25万张票，票房收入达598,832,300日元。在兴行通信社发布的日本“全国电影动员榜Top10”中，本片在2025年1月17日至19日的上映首周末观众动员数登顶榜首。第二周票房收入较前周增长107.6%、观众人次增长106.8%，连续两周蝉联周末观众动员榜冠军。上映14天后，本片观影人次突破100万。到第三周周日时，该片共售出118万张票，累计票房收入达1,935,716,409日元，降至票房榜第二位。截至2025年2月9日，累计票房突破22.5亿日元，观影人次超138万。在日本上映31天后，本片票房收入达到25.3亿日元，累计动员155.4万人观看电影。上映第四周，本片的周末票房从第二名降至第4名，但已经累计售出138万张票，总票房已经达到22.56亿日元，超过电影《机动战士高达 闪光的哈萨维》在日本的总票房，成为高达系列票房第二高的电影。至3月2日，本片累计票房达29.6亿日元，观影人次突破180万。上映第49天时，本片票房收入突破30亿日元，达到30.4亿，而观影人数也达到了182.92万人次。在日本上映52天后，累计有超过185.49万人进影院观看本片，总票房达到30.5亿日元，超越1982年上映的电影《机动战士高达III 相逢在宇宙篇》成为高达系列历史上票房第二高的电影作品。上映59天后，本片在日本累计票房达到31.91亿日元，吸引了共计193.47万人次观看。在日本公映66天后，本片累计发行收入达到了32.9亿日元，超过200万人次进影院观看。73天后的本片票房已经超过了33.4亿，观影人次也超过了202万。

#### 日本以外地区
在北美地区（2025年2月28日至3月2日）票房榜中，《跨时之战》前三天收获88万2471美元票房。首周以北美784家影院斩获91万6,664美元周末票房，位列第11位，刷新北美地区高达系列票房纪录。3月6日本片在美国的累计票房收入为107万9898美元。
《跨时之战》在中国大陆上映前不到一周时，本片预售就已经达到了72万元人民币。而到了3月31日时，本片在中国大陆的预售已经达到186万，在清明档处于预售阶段的影片中排名第四。在中国大陆上映首日以超过700万票房位列当日票房前五。其中华东地区的年轻男性在观众中占比较大。截止4月5日中午11点半，本片在中国大陆的票房突破1000万。时至清明假期结束时，本片累计票房已达到1428万。4月7日，引进方在电影官方微博发布消息称本片在中国大陆票房已经突破1500万。4月8日时，本片在中国大陆收获了累计1528万元票房。4月7日至4月13日这一周，本片在中国大陆票房仅367万元，累计票房达到1819万元。4月21日时，引进方在官方微博宣布本片在中国大陆将延期上映至2025年6月3日。
| 上一届： 《》 | 2025年日本週末票房冠軍 第3-4週 | 下一届： 《366天》 |

## 相关條目
- 机动战士GUNDAM
- 機動戰士Gundam GQuuuuuuX